# Peterskirche (Langewiesen)

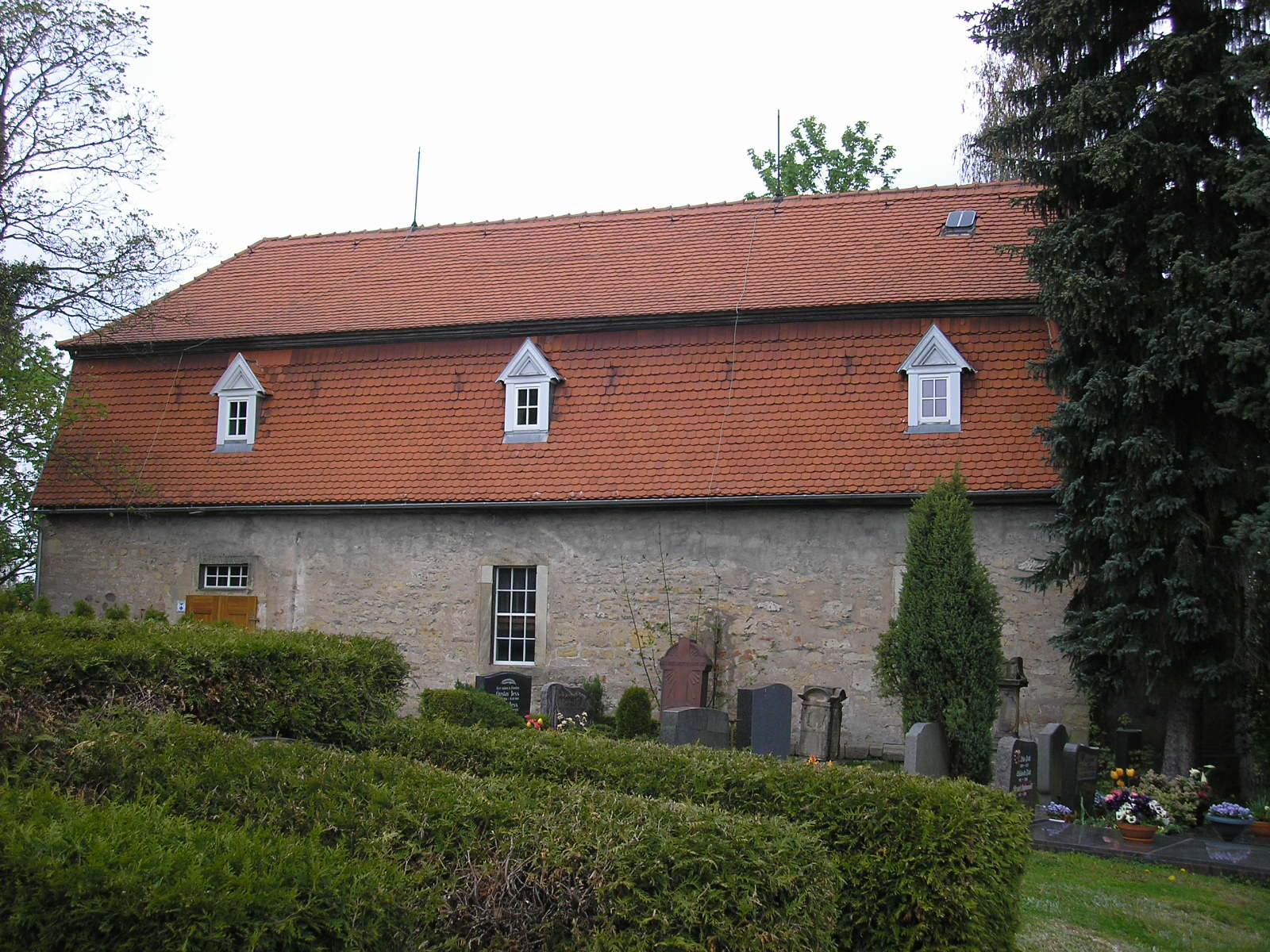
Die Kirche

Die Peterskirche steht im Ortsteil Langewiesen der Stadt Ilmenau auf dem Friedhof im Ilm-Kreis in Thüringen. Sie gehört zur Kirchgemeinde Langewiesen im Kirchenkreis Arnstadt-Ilmenau der Evangelischen Kirche in Mitteldeutschland.

## Geschichte
Die auf dem Friedhof zu Langewiesen stehende Peterskirche soll das älteste Gebäude der Stadt sein. Erst war vor ihr eine Holzkirche an dieser Stelle. Diese Kirche wurde im 15. Jahrhundert erstmals erwähnt. Im Jahre 1579 und im Jahr 1635 wurde sie zerstört und jeweils wieder schlicht aufgebaut. 1733 erhielt das Gotteshaus seine heutige Form. Über ihre bewegte Geschichte ist wenig überliefert.
Die Peterskirche wird für Trauerfeiern und gelegentliche Gottesdienste genutzt.